# Nizozemské centrum pro biodiverzitu Naturalis
Nizozemské centrum pro biodiverzitu Naturalis (nizozemsky: Nederlands Centrum voor Biodiversiteit Naturalis) je národní přírodovědné muzeum v nizozemském Leidenu. Jeho sbírka obsahuje přibližně 42 milionů exemplářů, což z ní činí jednu z největších přírodovědných sbírek na světě. Bylo vyhlášeno Evropským muzeem roku 2021. Ačkoli jeho současný název a organizace jsou relativně nedávné, historii instituce lze vysledovat až k 9. srpnu 1820, kdy nizozemský král Vilém I. založil Rijksmuseum van Natuurlijke Historie (Královské muzeum přírodní historie). V roce 1878 byly geologické a mineralogické sbírky muzea odštěpeny do samostatného muzea, které ale bylo znovu sloučeno s mateřskou institucí v roce 1984. Roku 1998 získalo muzeum novou budovu, kterou navrhl architekt Fons Verheijen. Původní Pesthuis (historická morová nemocnice) byl začleněn do nové výstavby. Největší část sbírek je od té doby uložena v 60 metrů vysoké věži, jež se stala dominantou Leidenu. Náklady na novou budovu činily asi 60 milionů eur, což z ní činí druhou nejdražší muzejní budovu v Nizozemsku. V roce 2010 se muzeum sloučilo se Zoologickým muzeem Amsterodamské univerzity a Nizozemským národním herbářem na univerzitách v Leidenu, Amsterdamu a Wageningenu. Od té doby také nese současný název. V roce 2019 došlo k velké přestavbě hlavní budovy podle návrhu Neutelings Riedijk Architecten. Pesthus přestal být definitivně součástí areálu. Kromě své role muzea je Naturalls také vědeckým výzkumným ústavem spolupracujícím s většinou nizozemských univerzit. Pracuje v něm přibližně 120 výzkumníků a 200 hostujících výzkumníků v devíti skupinách.